# Мідія тихоокеанська
Мідія тихоокеанська, також мідія балтійська (Mytilus trossulus) — середнього розміру вид Двостулкових молюсків з родини Mytilidae. Є одним із трьох близьких видів, що входять до комплексу Mytilus edulis.

## Поширення
Поширений у припливовій зоні північної Пацифіки. У Північній Америці від Каліфорнії до Аляски, в Азії — від на північ від Хоккайдо. На своїй південній межі ареалу гібридизує із Mytilus galloprovincialis (мідія середземноморська), яка була інтродукована до Тихого океану.
Крім того вид зустрічається у північній Атлантиці, вздовж узбережжя США (штат Мен і Канади, а також біля північно-європейських берегів. В цьому регіоні також гібридизує із Mytilus edulis. Популяцій цього виду у Балтиці має деяку генетичну інтрогресію від M. edulis, оскільки її мітохондріальна ДНК заміщена такою M. edulis.